# Église Saint-Jean-Baptiste de Wavre
Pour les articles homonymes, voir Église Saint-Jean-Baptiste.
L'église Saint-Jean-Baptiste est une église gothique du XVe siècle située au centre de Wavre, ville de la province belge du Brabant wallon. 
L'église est un monument classé au patrimoine de Wallonie depuis 1937 et sa tour abrite un carillon de 50 cloches.

## Historique
L'église Saint-Jean-Baptiste actuelle est une église de style gothique tardif bâtie à la fin du XVe siècle sur le site d'une église antérieure, attestée dès 1086 et détruite en 1489 par un gigantesque incendie dans lequel périrent la moitié des habitants de Wavre.
Vers 1560, le clocher était surmonté d'une lanterne (tourelle ajourée) portant un bulbe lui-même surmonté d'un lanterneau portant un petit bulbe.
En 1631, le clocher fut rehaussé par l'architecte Jacques Franquart et surmonté d'une flèche qui culminait à près de 80 mètres mais cette flèche s'écroula en 1695 lors d'un incendie dévastateur qui détruisit une partie de l'église et de nombreuses maisons de la ville. Le chœur fut réédifié en 1718.
Le 18 juin 1815, l'église fut prise dans le feu de la bataille de Wavre : un boulet de canon français est encastré dans un de ses piliers (voir plus loin).
L'église fait l'objet d'un classement au titre des monuments historiques depuis le 27 septembre 1937.

## Architecture extérieure
Comme de nombreux édifices de la région, l'église Saint-Jean-Baptiste de Wavre se distingue par une utilisation importante du grès ferrugineux : ce matériau était extrait des carrières de Limal et d'Ottenburg.

### La tour
Très imposante, la tour-clocher formant façade est édifiée en briques rouges alternant avec des bandeaux de pierre calcaire blanche. Contrairement au reste de l'édifice, l'utilisation du grès ferrugineux est limitée ici au soubassement de la tour.
Les faces de la tour sont renforcées jusqu'à leur sommet par de puissants contreforts constitués chacun de sept segments de profondeur décroissante.
La façade occidentale de la tour présente un superbe porche en pierre calcaire.
Chacun des niveaux supérieurs de cette façade est percé de deux fenêtres ogivales, sauf le dernier niveau qui est percé de deux oculi surmontant l'horloge. Entre les fenêtres du premier étage figure la date de 1617.

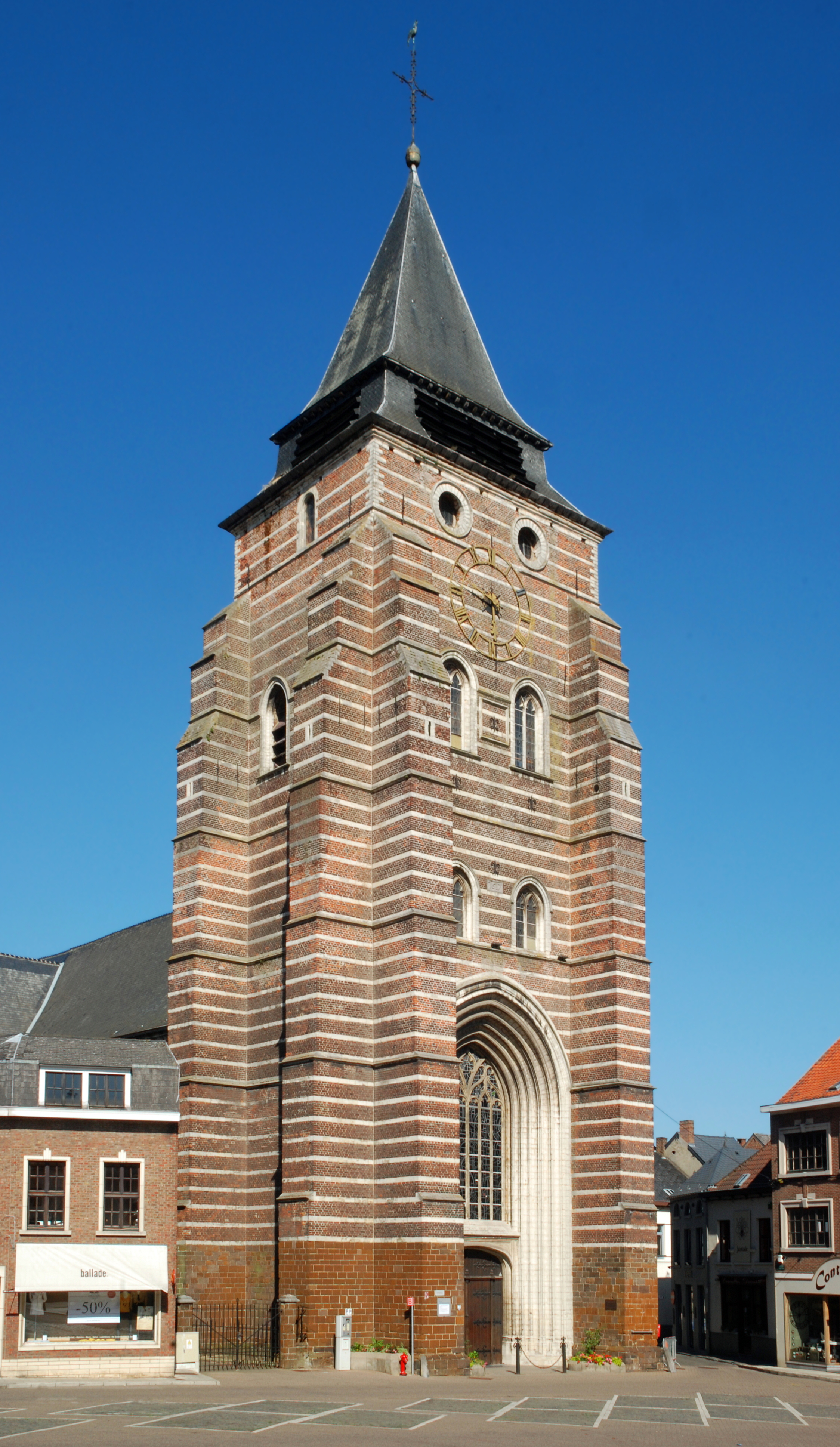
La tour.
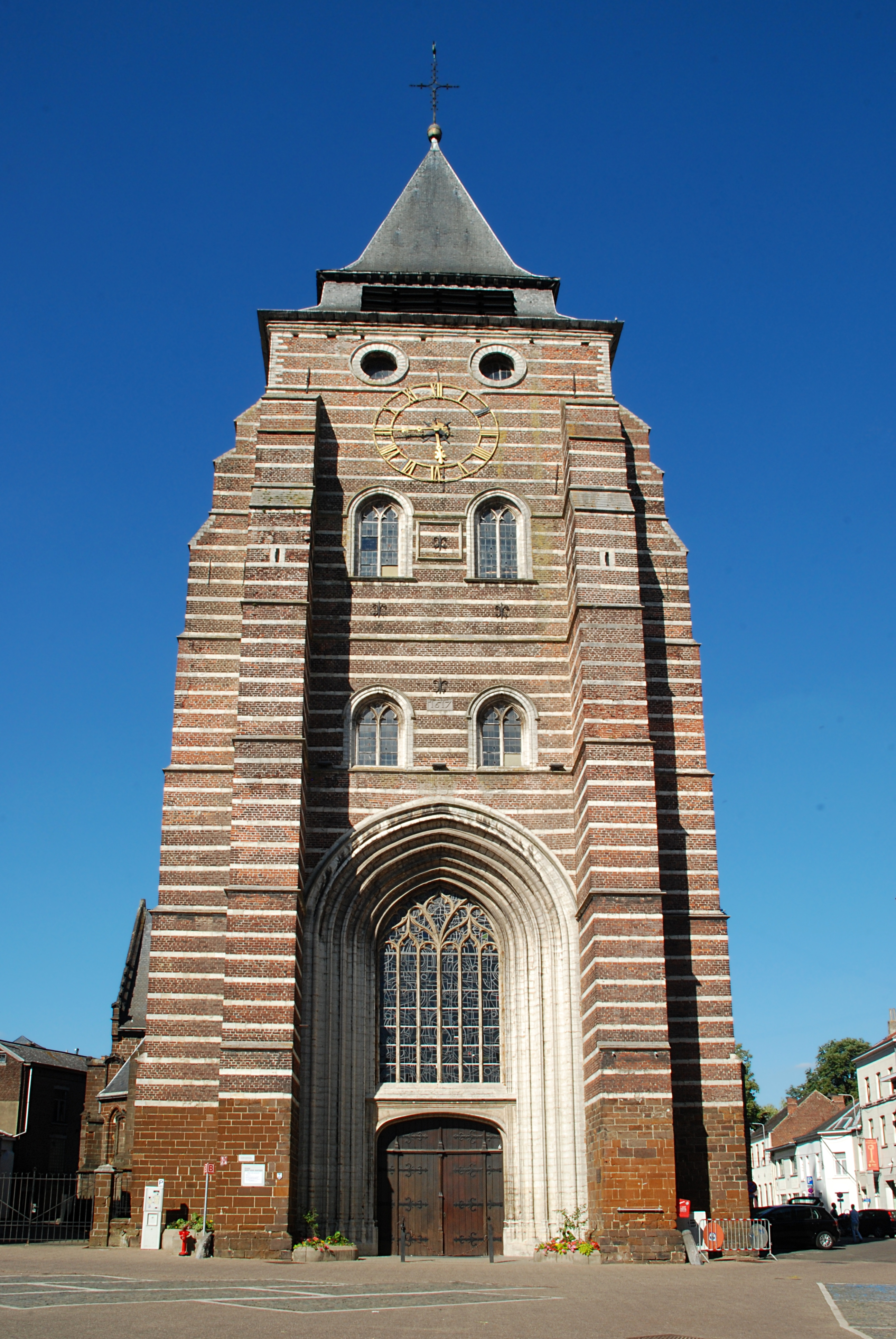
La tour vue de face.
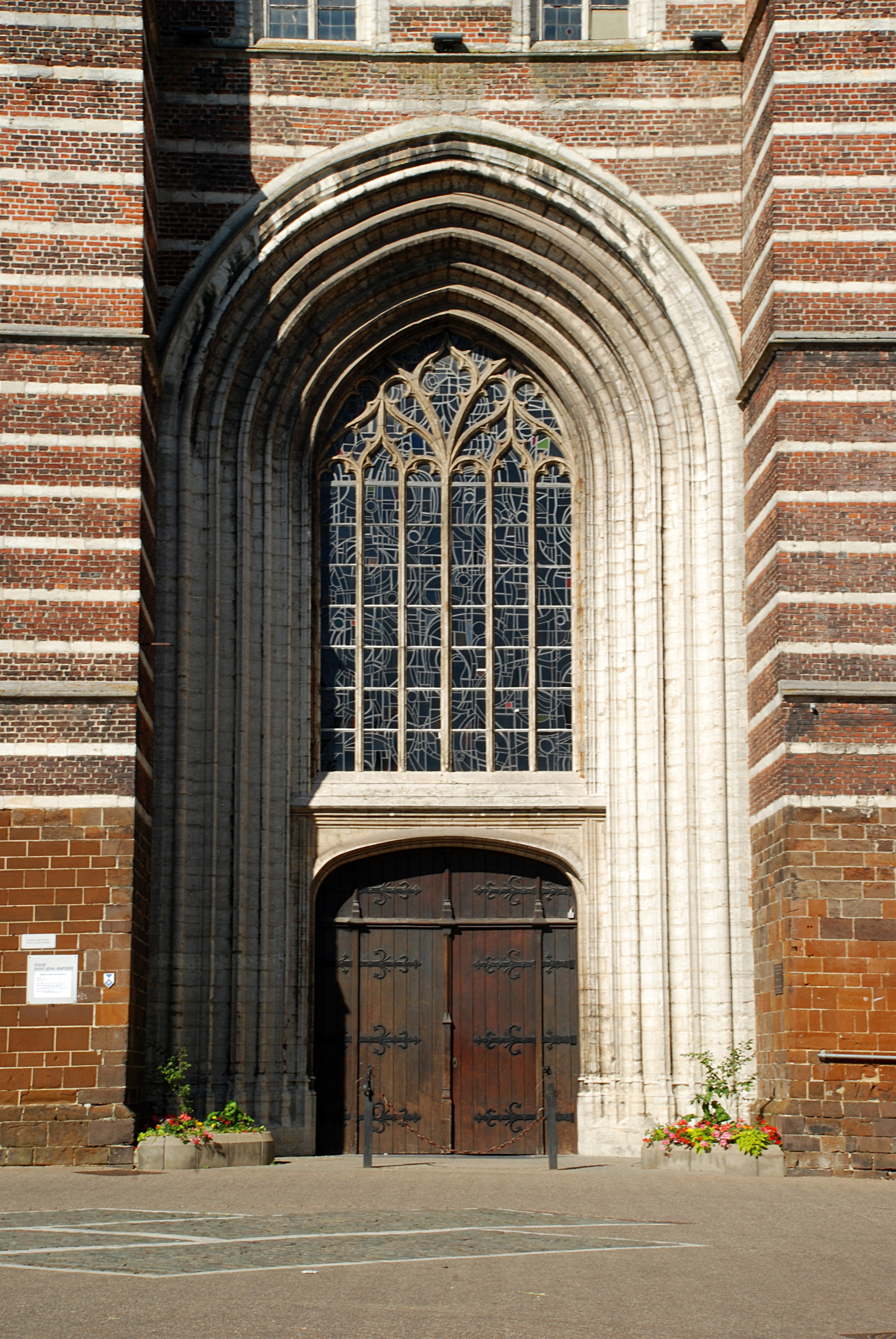
Le porche et son grand arc ogival.
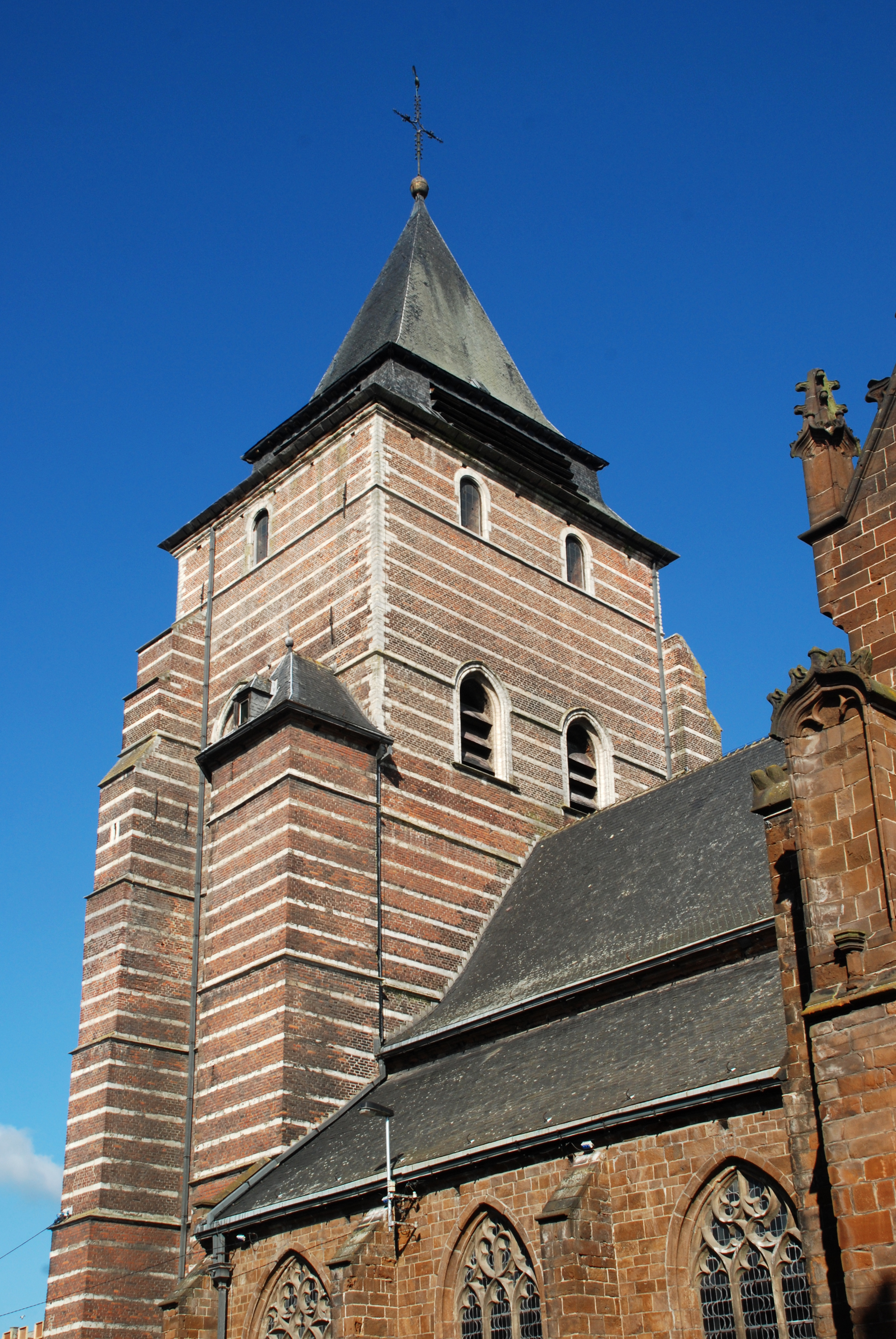
Vue arrière du clocher.

### Le porche
Le porche de l'église est constitué d'un immense arc ogival en pierre calcaire blanche dont l'archivolte comporte sept voussures.
Le porche intègre une porte à arc surbaissé surmontée d'une grande verrière ornée d'un vitrail moderne.

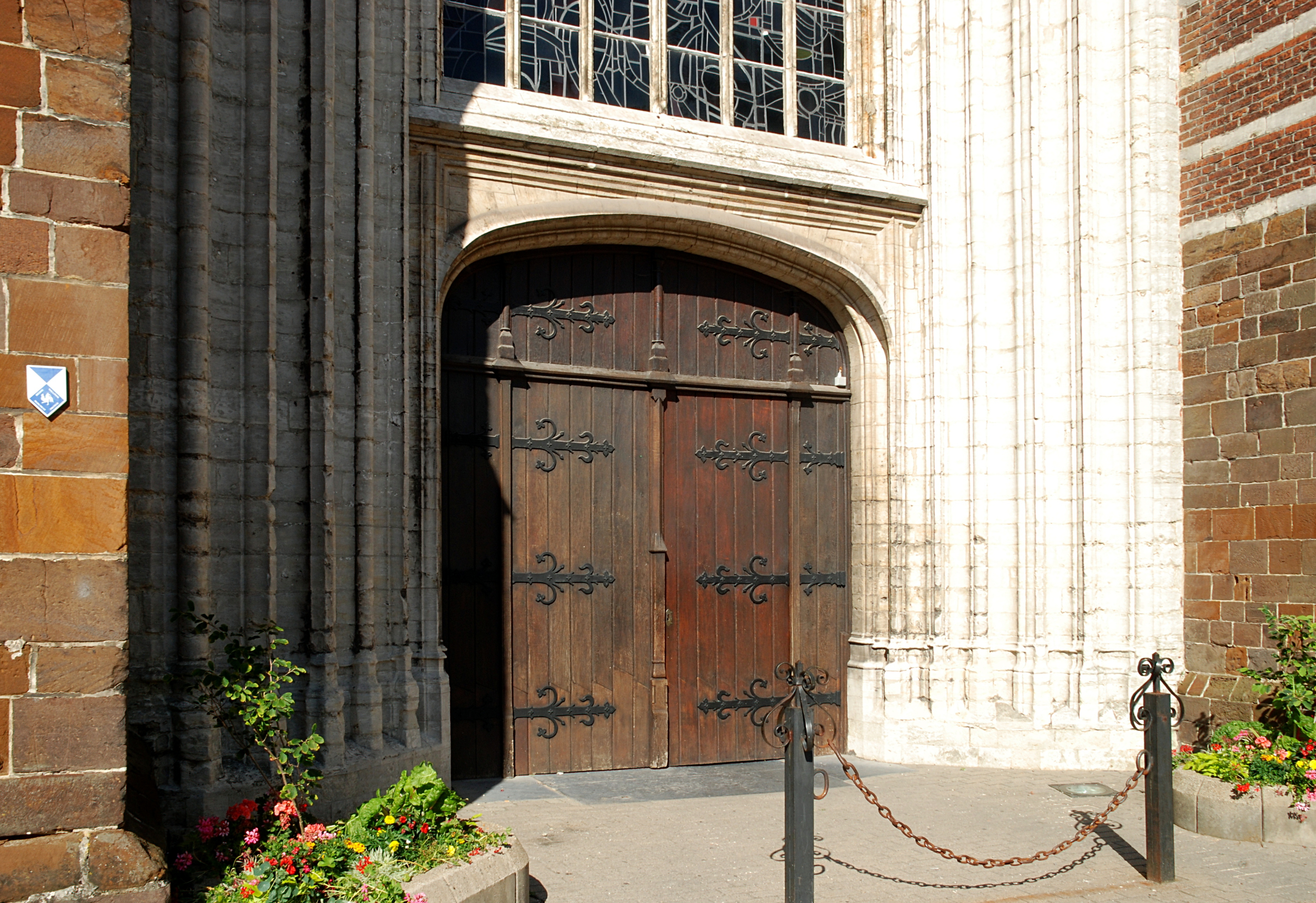
La porte à arc surbaissé.
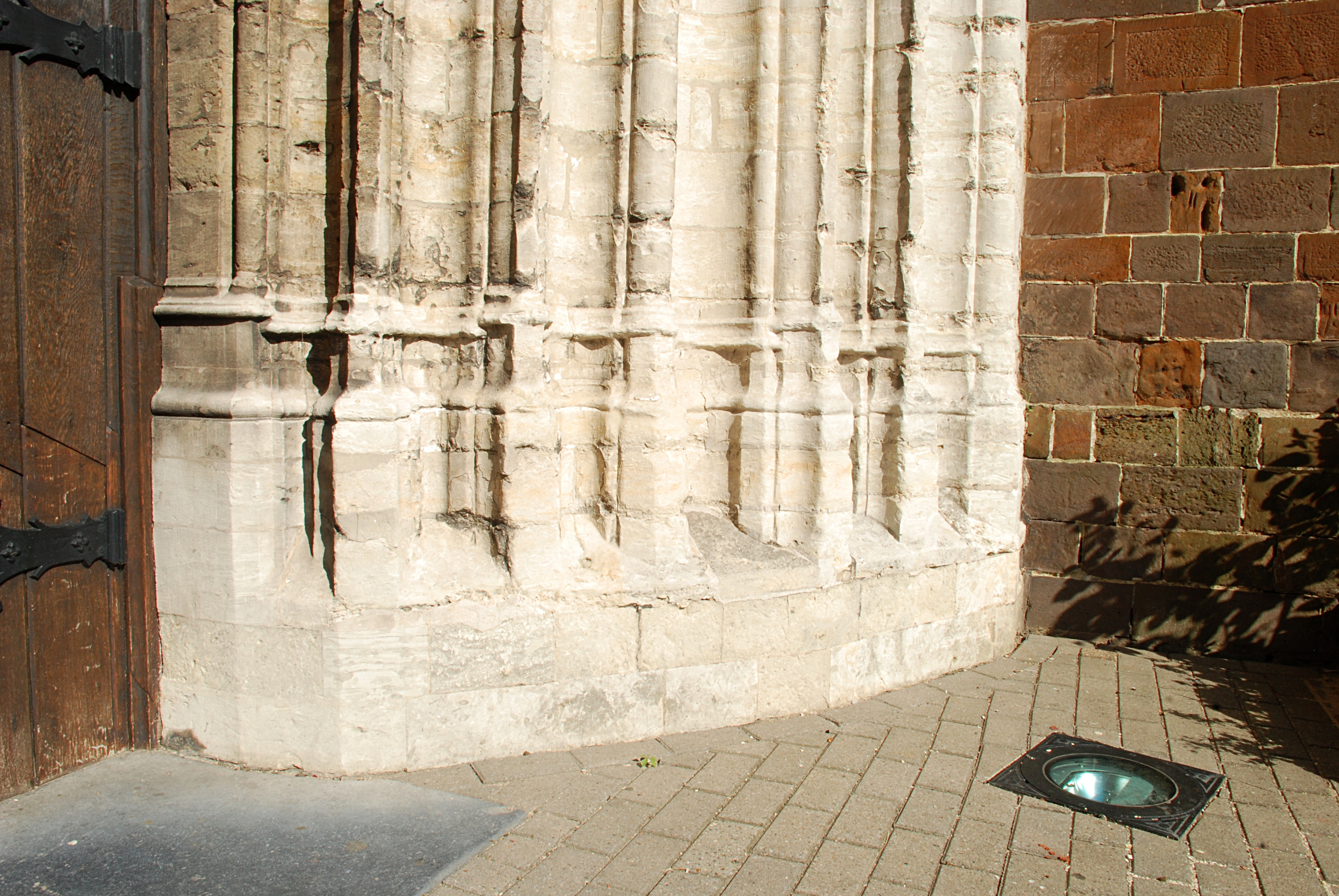
Le départ des voussures de l'archivolte.

### Nef, transept et chevet
Au contraire de la tour, la nef, le transept et le chevet sont édifiés entièrement en grès ferrugineux, ce qui donne à l'édifice sa couleur chaleureuse et caractéristique. Nef, transept et chevet sont percés de grandes fenêtres ogivales ornées de vitraux modernes.
Les façades nord et sud sont soutenues par des contreforts ordinaires alors que le chevet, la chapelle nord et la sacristie présentent des contreforts d'un type particulier : ceux-ci, plus courts et ne dépassant pas le sommet des fenêtres, se terminent par une loge surmontée d'un arc en accolade et d'ornements gothiques.

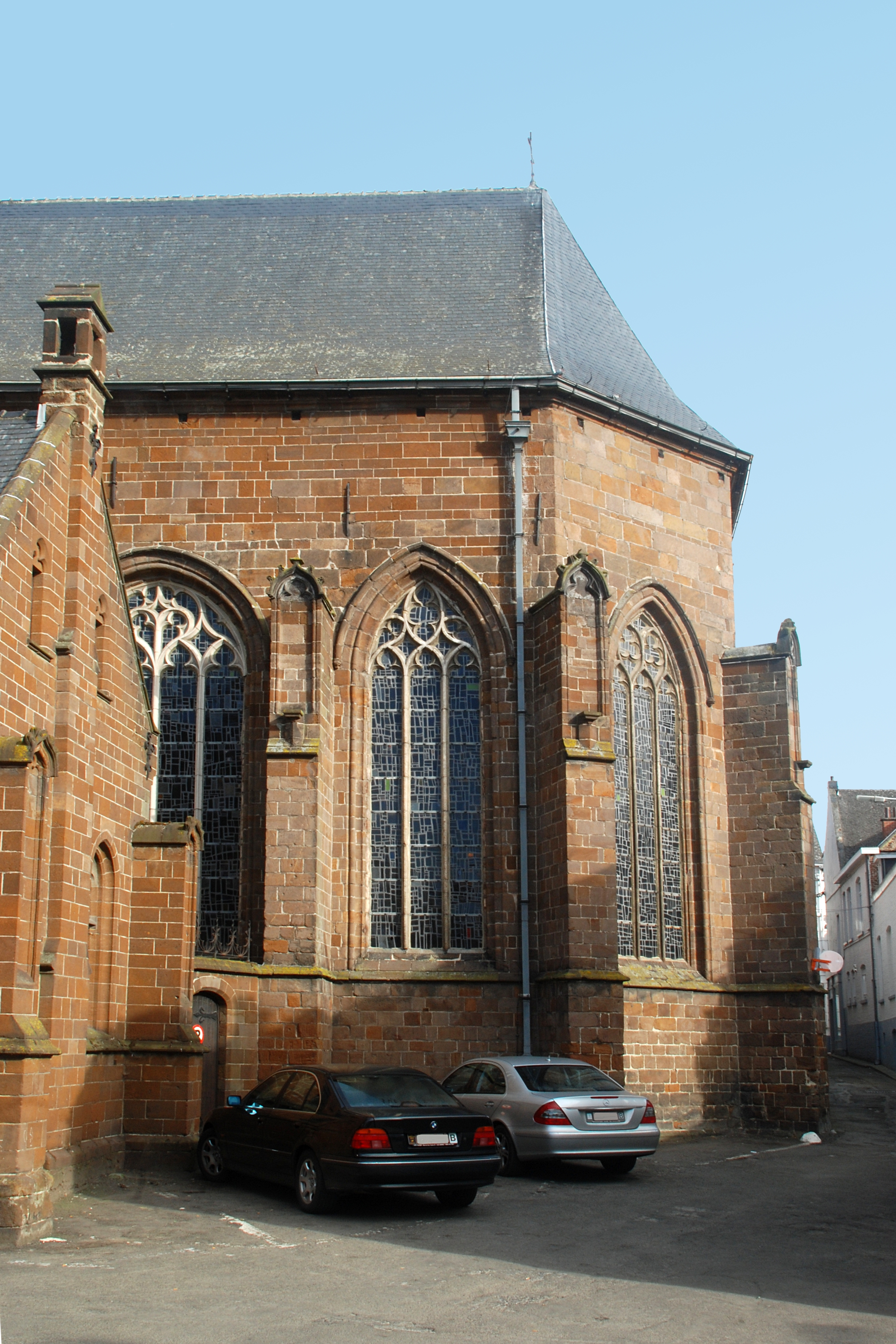
Le chevet.
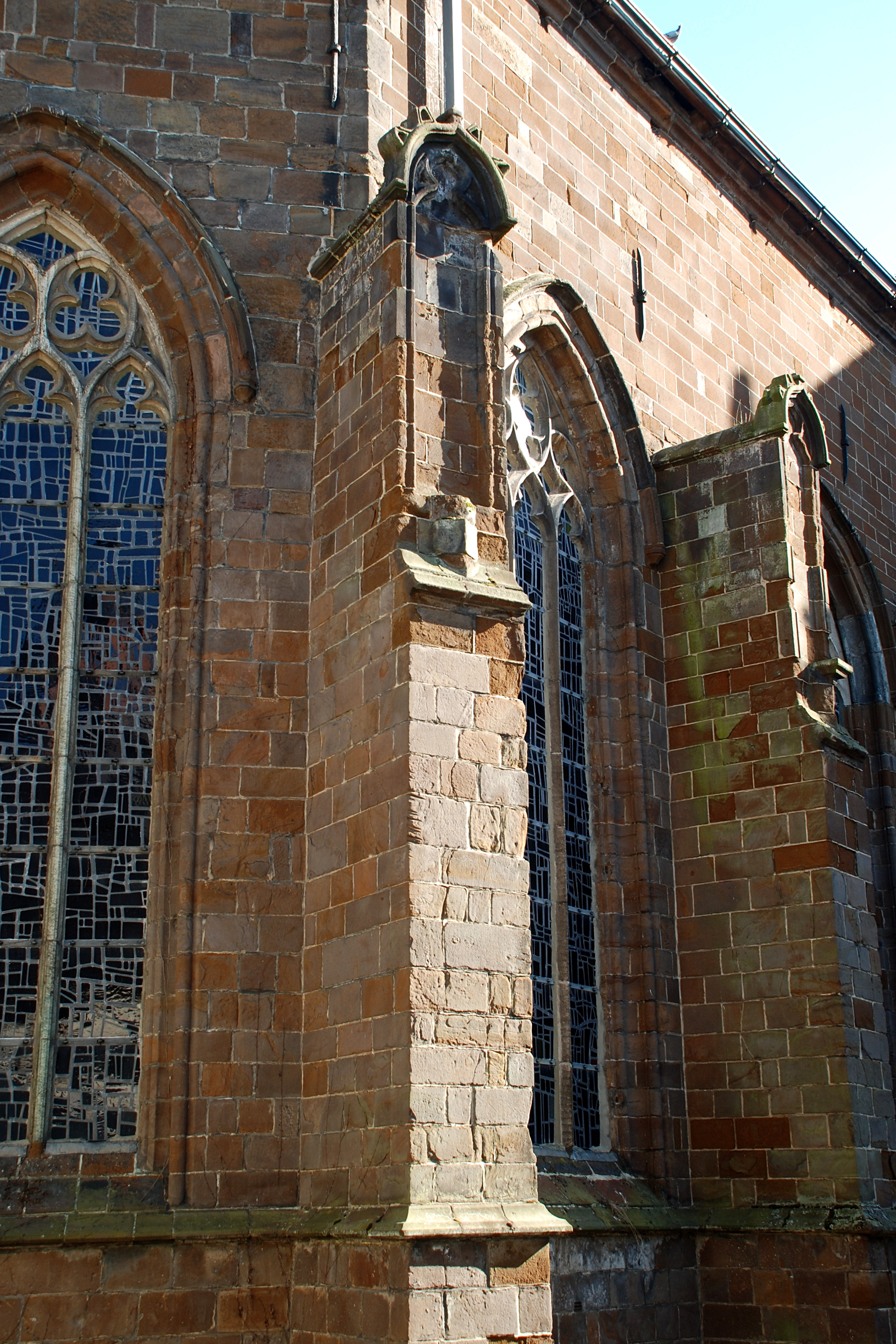
Contrefort du chevet.
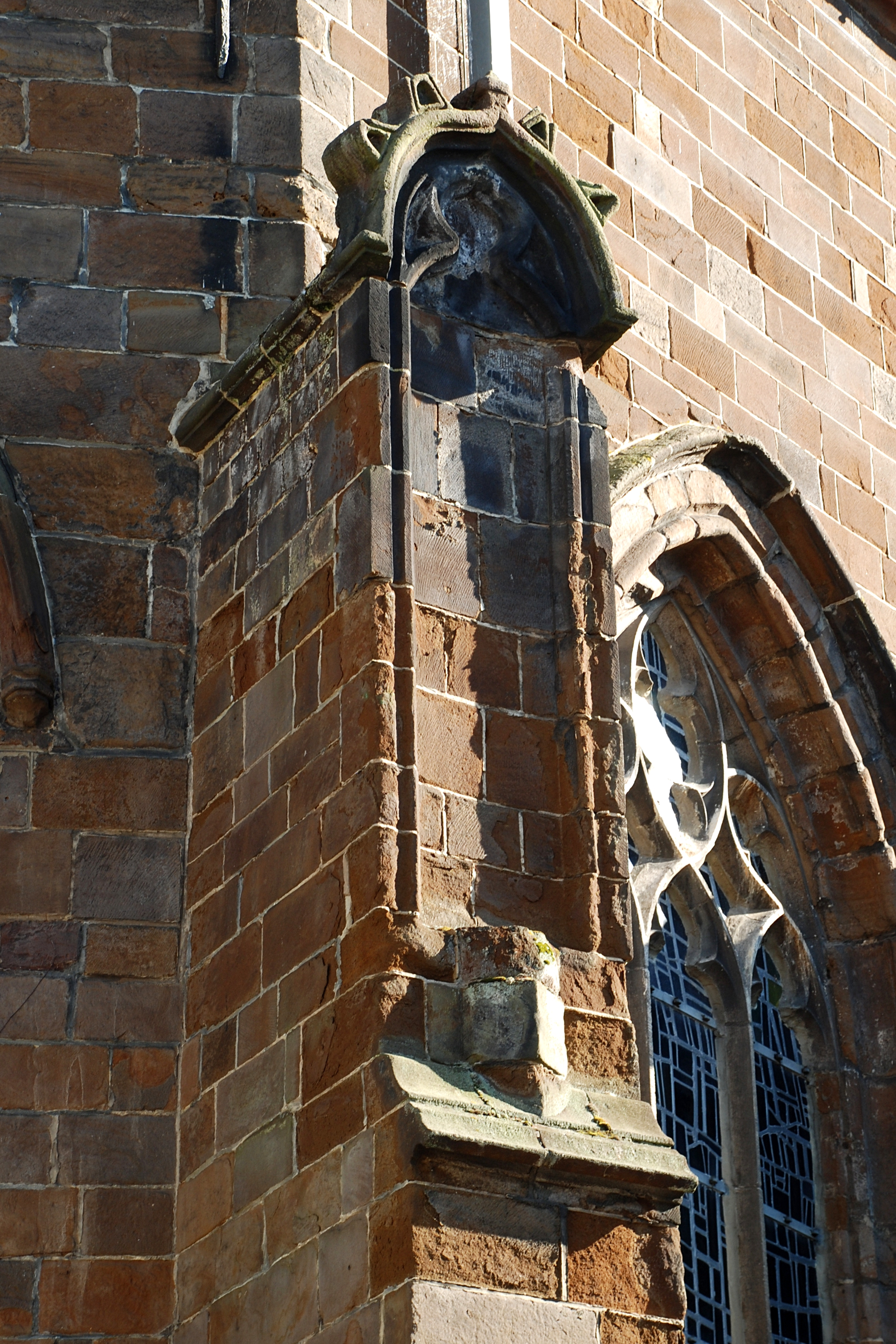
Pinacle d'un contrefort du chevet.

## Architecture intérieure
L'intérieur de l'église présente un remarquable contraste entre les murs peints en couleur crème et les colonnes, arcs et nervures des voûtes réalisés en grès ferrugineux et en pierre calcaire blanche, matériaux qui créent une impression de polychromie assez frappante.

### La nef
La nef présente une voûte d'ogives dont les nervures sont réalisées en pierre calcaire blanche.
Elle est séparée des collatéraux par de grandes colonnes en grès ferrugineux dont le fût cylindrique est porté par une base octogonale.
Les arcs brisés portés par ces colonnes sont constitués de claveaux de grès ferrugineux et de pierre calcaire blanche dont l'alternance est étrangement irrégulière.

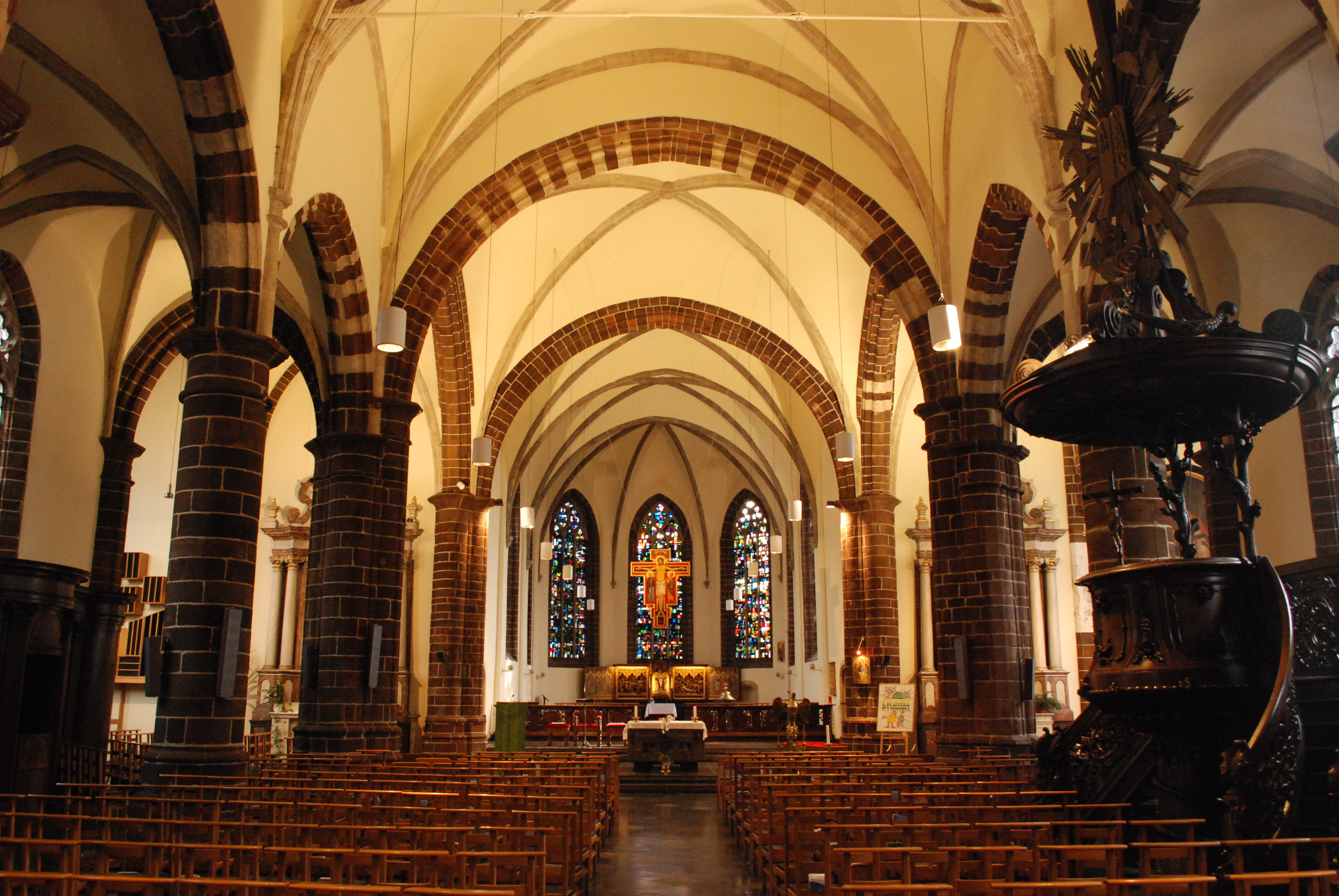
La nef.
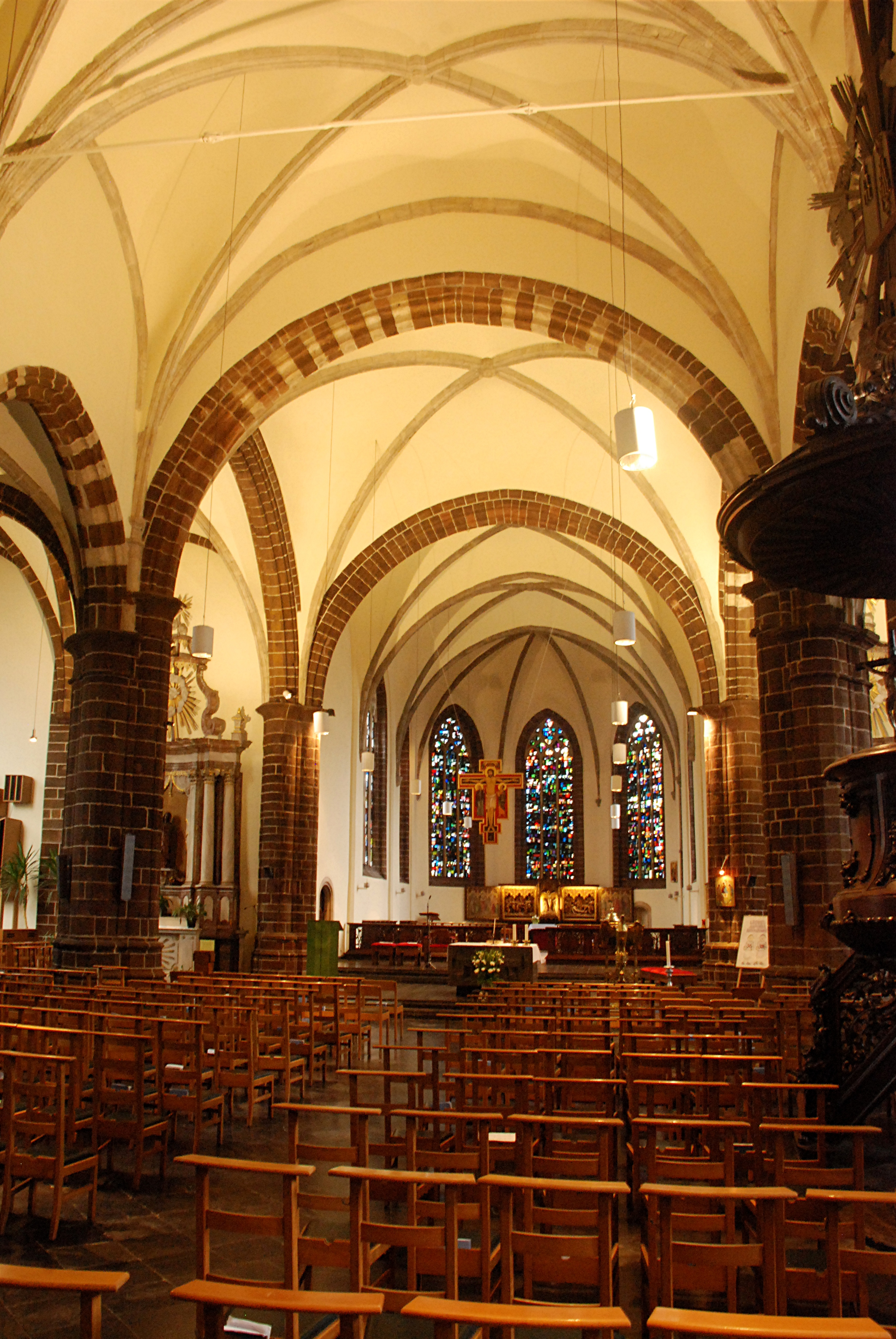
La nef et la croisée du transept.
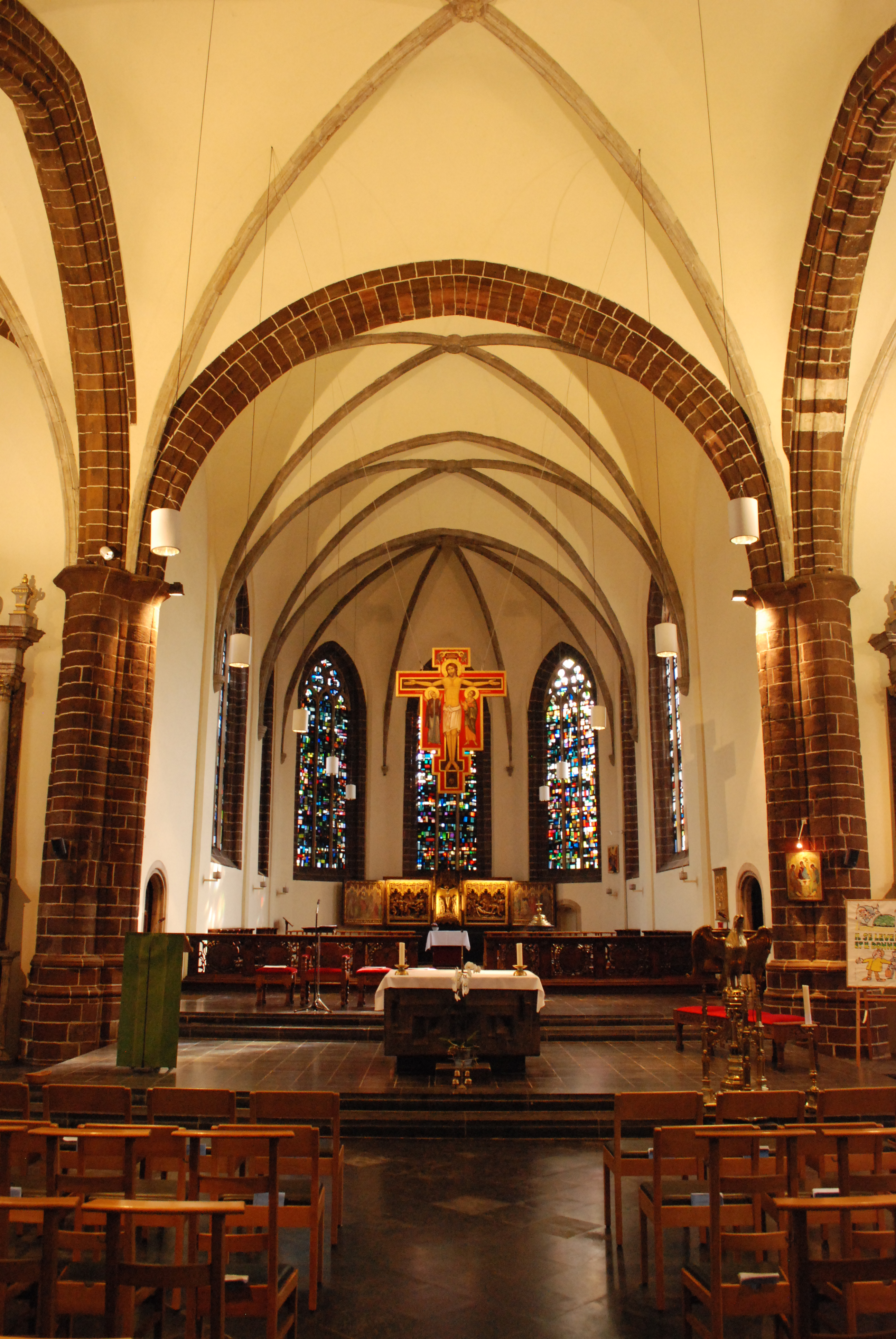
Le chœur.

### Le transept
L'arc-doubleau qui sépare la nef de la croisée du transept est également constitué de claveaux de grès ferrugineux et de pierre calcaire blanche à l'alternance irrégulière alors que l'arc triomphal qui sépare la croisée du transept du chœur est réalisé entièrement en grès ferrugineux, de même que les arcs qui séparent la croisée du transept des bras nord et sud du transept.
Autre asymétrie curieuse : les nervures de la voûte du bras nord du transept sont en grès ferrugineux alors que celles de la voûte de la nef, de la croisée et du bras sud du transept sont en pierre calcaire blanche.

### Le chœur
Le chœur est plus tardif que la nef et le transept. Il fut en effet réédifié en 1718 après l'incendie de 1695.
L'encadrement des fenêtres du chœur ainsi que les nervures de sa voûte sont réalisés en pierre calcaire grise, d'une tonalité nettement plus froide que les matériaux utilisés pour la nef et le transept.

## Le carillon
Le carillon de Wavre a été inauguré en 1954. Il compte initialement 49 cloches fondues par Marcel Michiels Jr à Tournai. Il fut complété en 2003 par une 50e cloche de la Royal Eijsbouts. Elle porte le nom d'Alberte en honneur du doyen Albert Pirson, mais également en celle du Roi Albert II et du premier carillonneur de Wavre, Albert Boon.
Il fut à l'origine doté d'un système électromécanique de ritournelle à bandes métalliques perforées. Il fut remplacé en 1986 par un système totalement électronique. La ritournelle de l'heure est une version adaptée de "Nous aimons notre bonne ville", composée spécialement pour le carillon et pour le Jeu de Jean et Alice, à l'occasion de son inauguration.
Le bourdon sonne le ré 3 et pèse 1 820 kg.

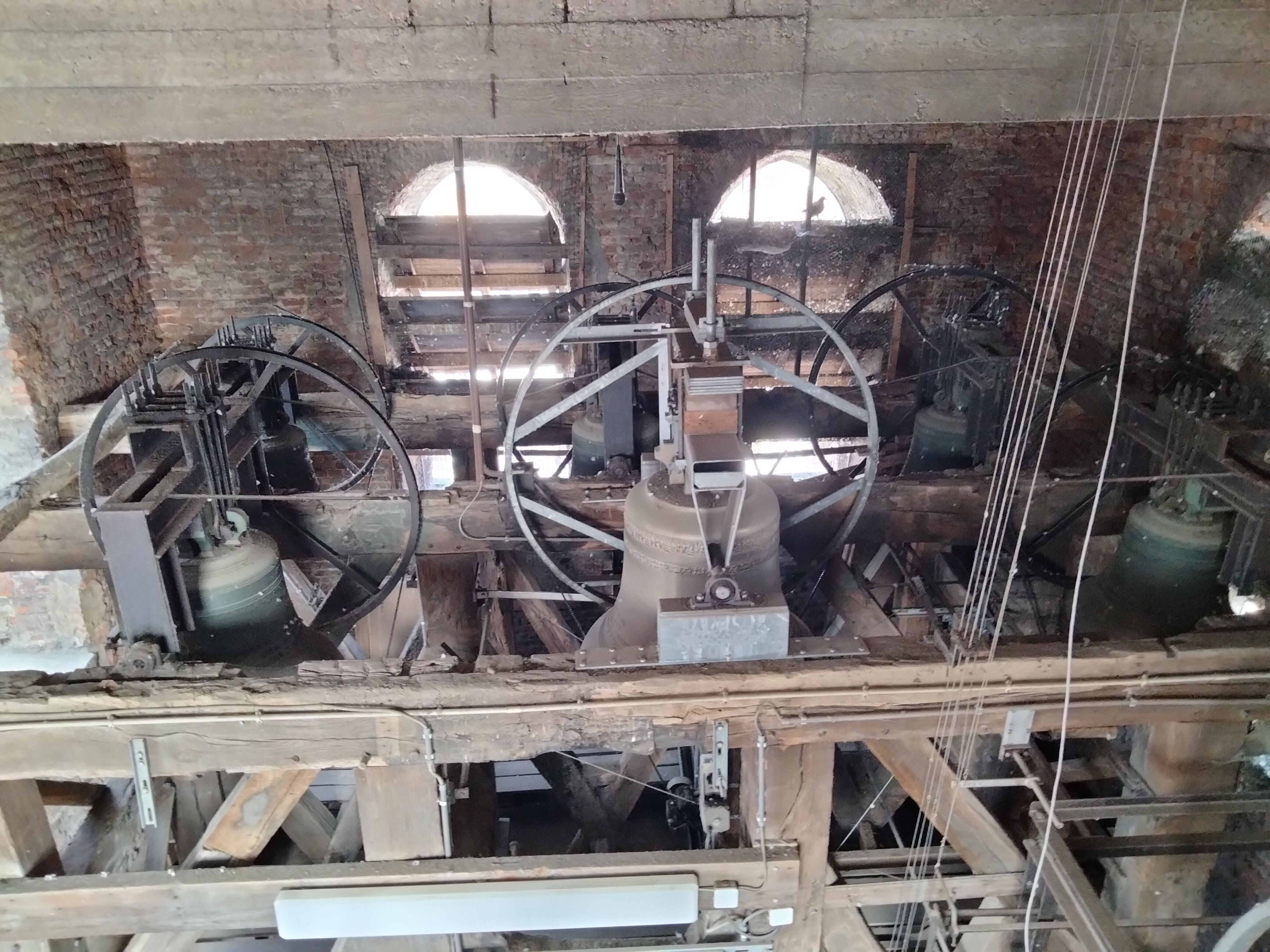
6 des 7 cloches de volée du carillon de Wavre.

Des concerts publics ont lieu deux fois par semaine lors des marchés, le mercredi et le samedi entre 11 et 12 heures.

## Vestiges de la bataille de Wavre

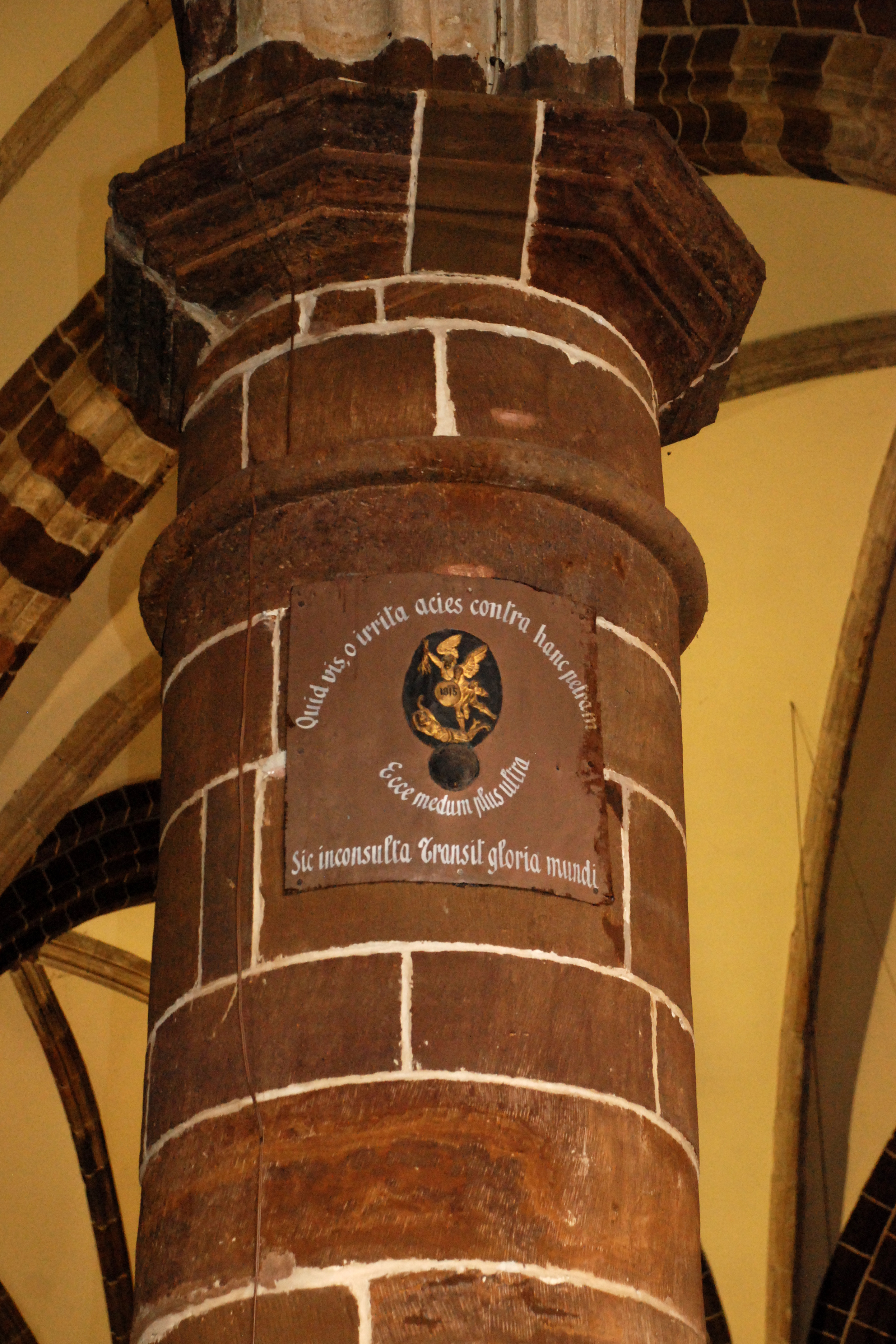
Boulet encastré dans un pilier.

L'église Saint-Jean-Baptiste de Wavre porte encore les stigmates des combats qui eurent lieu dans le centre-ville durant la bataille de Wavre le 18 juin 1815, le jour même de la bataille de Waterloo.
Un boulet de canon français est encastré dans un des piliers du collatéral droit, à environ quatre mètres du sol. Il est entouré d'une plaque portant une inscription en latin :

« Quid Vis, O Irrita Acies Contra Hanc Petram

Ecce Medum Plus Ultra

Sic Inconsulta Transit Gloria Mundi »

Sous le porche, une plaque rappelle ce bombardement :

« Le 18 juin 1815, l'artillerie française

Bombarde les troupes prussiennes

retranchées dans Wavre.

Hommage aux victimes

Un boulet est encastré dans un pilier

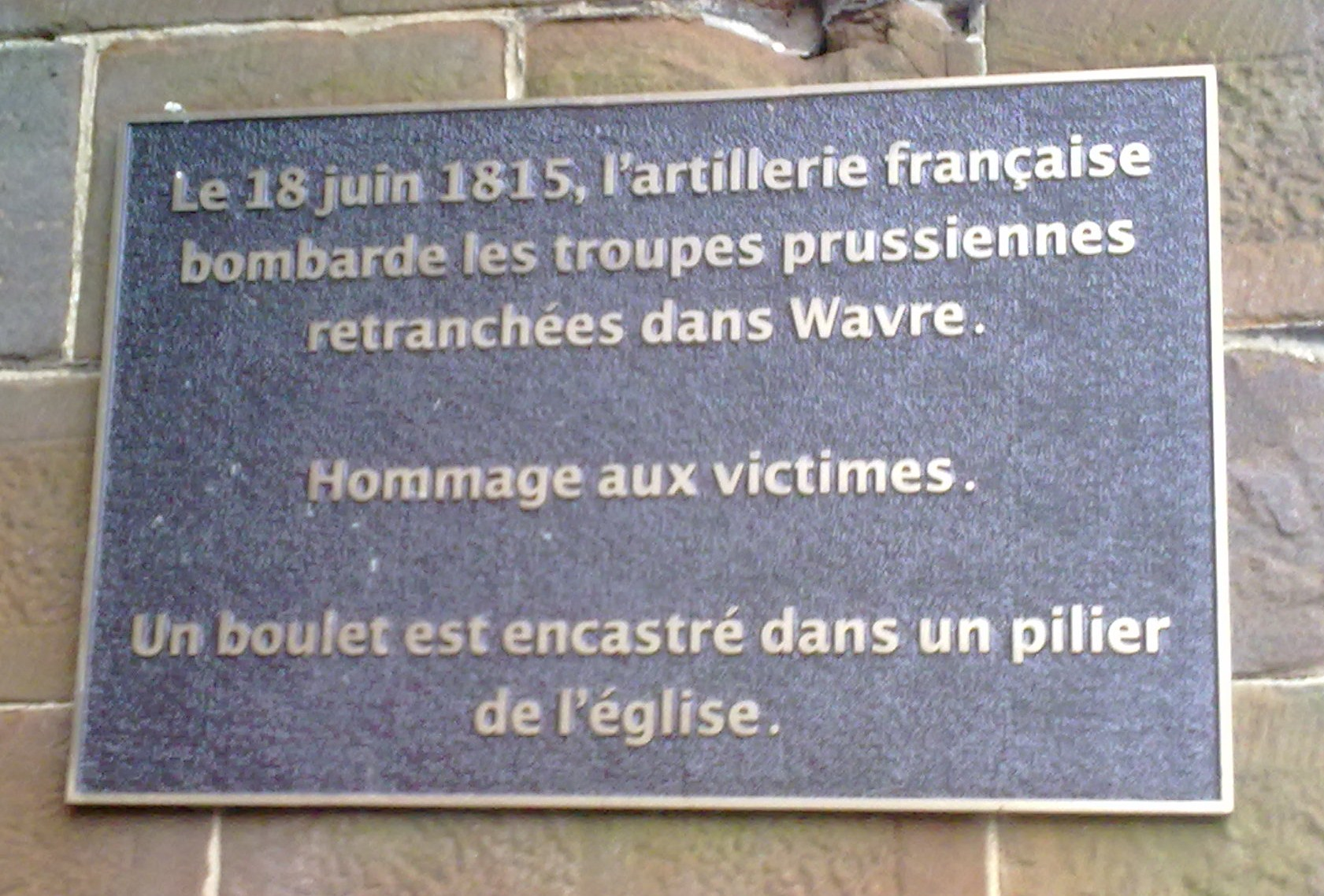
Plaque apposée dans l'entrée de l'église.

De l'église. »